# Franziska Stawitz
Franziska Stawitz (* 9. August 1980 in Magdeburg) ist eine deutsche Radiojournalistin. Sie studierte an der Otto-von-Guericke-Universität Magdeburg Soziologie und Pädagogik (M.A.). Darüber hinaus absolvierte sie an der Mitteldeutschen Akademie für Kommunikation + Marketing eine Ausbildung zur Kommunikationswirtin.
Franziska Stawitz begann ihre Radiokarriere im Jahr 2000 mit einem Hörfunkvolontariat bei Rockland Sachsen-Anhalt. Seit 1999 ist sie Moderatorin beim landesweiten Sender Radio SAW (Sachsen-Anhalt). Außerdem arbeitete sie bis 2008 als Moderatorin/Sprecherin für RADIOROPA Berlin/Eifel.
Neben zahlreichen Hörbüchern spricht Franziska Stawitz auch Werbespots und Trailer und entwickelt für Radiostationen Comedy-Formate. Zu den Referenzkunden gehören u. a. 100’5 Das Hitradio, Radio Arabella und diverse Stationen der Radio NRW-Kette.

## Hörbücher
Für den Verlag Radioropa war sie als Sprecherin für u. a. folgende Hörbücher tätig:
- Irrwasser (Susanne Amtsberg, 2006)
- Jede Menge Seife (Andreas Izquierdo, 2006)
- David Copperfield (Charles Dickens, 2006)
- Geheimsache Estonia (Cay Rademacher, 2007)
- DelfinTeam (Katja Brandis, 2008)
- Die Nacht der weißen Schatten (Werner J. Egli, 2008)
- Erst eins, dann zwei (Erika Kroell, 2009)